# Tour de Guangxi
El Tour de Guangxi (en xinès simplificat 环广西公路自行车世界巡回赛; en xinès tradicional 環廣西公路自行車世界巡回賽; en pinyin huán guǎngxī gōnglù zìxíngchē shìjiè xúnhuí sài) és una cursa ciclista xinesa per etapes que es disputa durant el mes d'octubre a la província de Guangxi. Creada el 2017, forma part de l'UCI World Tour amb una categoria actual de 2.UWT.

## Palmarès
| Any  | Vencedor            | Segon                  | Tercer             |         |
| ---- | ------------------- | ---------------------- | ------------------ | ------- |
| 2017 | Tim Wellens         | Bauke Mollema          | Nicolas Roche      |         |
| 2018 | Gianni Moscon       | Felix Großschartner    | Serguei Txernetski |         |
| 2019 | Enric Mas Nicolau   | Daniel Martínez Poveda | Diego Rosa         |         |
| 2020 | suspesa             | suspesa                | suspesa            | suspesa |
| 2021 | suspesa             | suspesa                | suspesa            | suspesa |
| 2022 | suspesa             | suspesa                | suspesa            | suspesa |
| 2023 | Milan Vader         | Rémy Rochas            | Ethan Hayter       |         |
| 2024 | Lennert Van Eetvelt | Oscar Onley            | Alex Baudin        |         |